# 12.º Regimiento de Artillería de la Luftwaffe
El 12.º Regimiento de Artillería de la Luftwaffe (12. Luftwaffen-Artillerie-Regiment) fue una unidad de la Luftwaffe durante la Segunda Guerra Mundial. 

## Historia
Fue formado en octubre de 1942 en Bergen/Celle, se inició solamente:
- I Batallón 1-3
- II Batallón 4-6.

El 1 de noviembre de 1943 pasó bajo el control total del Ejército, y renombrado como el 12º Regimiento de Artillería (L), excepto del IV Batallón que se convierte en el II Batallón/6º Regimiento Antiaéreo.

## Comandantes
- Teniente coronel Joachim von Wietersheim - (1943 - 1 de noviembre de 1943)

## Orden de Batalla
Organización:
- I Batallón 1-4
- II Batallón 5-8
- III Batallón 9-11
- IV Batallón 12-15; 1.-4 Columna Ligera de Transporte

## Servicios
Bajo la 12º División de Campo de la Fuerza Aérea.